# Halleys komet
Halleys komet, officielt kaldet 1P/Halley efter Edmond Halley, som i 1700-tallet var den første der udregnede dens bane, er den bedst kendte og klareste af kometerne fra Kuiper-bæltet, som besøger den indre del af solsystemet i en regelmæssig bane. 
Kilder viser at man har kendt til kometen helt tilbage siden 240 f.Kr., men nogle ting tyder på at man så langt tilbage som i 1059 f.Kr., har kendt til kometen. Halleys komet passerer jorden en gang hvert 75.-76. år. Dette kan dog variere med flere år pga. de mange faktorer der spiller ind i kometens bane. Ting som forskellig tyngdekraft på planeter kometen passerer og udbrud fra solen, kan have indflydelse på kometens bane. 

Halleys komets kerne er ca. 16x8x8 km stor og har en massetæthed på 0,1 g/cm3, dette er højst sandsynligt fordi den ikke består af andet end støv, da isen, som kometen er opbygget af, er blevet til gas. 

Flere forskellige rumsonder har besøgt kometen. Blandt dem kan nævnes de russiske sonder Vega 1 og Vega 2, to japanske sonder Suisei og Sakigake, og den mest kendte: Den europæiske sonde Giotto, som den 13. marts 1986, i en afstand af 596 km, fløj forbi Halleys komet. Dette er den nærmeste forbiflyvning nogensinde. 

Næste gang Halleys komet kommer forbi det indre solsystem er i år 2061.

## Sammensætning
Målinger foretaget af Giotto rumsonden viste at kometens overflade har et højt indhold af kulstof. Af det materiale som afgives fra kometen består 80 % af vand, 10 % af kulstof og 2,5 % af en blanding af metan og ammoniak. Andre stoffer som kulbrinter, jern, natrium og cyanid blev fundet i små mængder.
Materiale fra kometen forårsager hvert år to meteorsværme: Eta-Aquariderne i maj og Orioniderne i oktober.

## Forhistorie
Efter at have indset at kometen der blev observeret i 1682 var den samme som de to kometer fra 1531 (observeret af Petrus Apianus) og 1607 (observeret af Johannes Kepler i Prag) konkluderede Halley at alle tre kometer var ét og samme objekt, der vendte tilbage hver 76. år.
Efter en grov beregning af den påvirkning, som kometen ville blive udsat for fra planeternes tiltrækning forudsagde han at den ville vende tilbage i 1757. Halleys forudsigelse viste sig at være korrekt, skønt den først blev set den 25. december 1758 af Johann Georg Palitzsch en tysk landmand og astronom, og at den ikke passerede igennem perihelium førend marts 1759. Dette skyldes at tiltrækningen fra Jupiter og Saturn havde forårsaget en forsinkelse på 618 dage. Halley nåede ikke selv at opleve kometens genkomst, da han døde i 1742.
Halleys beregninger gjorde det muligt at spore kometens tidligere optrædener i historien:
- Da kometen blev observeret i 1456 passerede den så tæt på Jorden, at dens hale dækkede 60º af himlen.
- I 1066 antog man kometen for et varsel: Senere det år døde Harold Godvinson (Harold d. II) i Slaget ved Hastings. Kometen vises på Bayeux-tapetet, og i de bevarede fortegnelser angives, at den var fire gange så stor som Venus og havde lys svarende til en fjerdedel af månens lys.
- Ifølge beregninger passerede Halleys komet så tæt som 0,03 AE (4,5 millioner kilometer) fra Jorden i år 837.
- Der er teorier om at det er Halleys komet, der i år 12 f.Kr. gav inspiration til stjernen over Betlehem. Kunstneren Giotto kunne have set kometen i 1301 og hans afbildning af stjernen over Betlehem i krybbescenen i Arena kapellet er muligvis en af de tidligste afbildninger af Halleys komet.
- Historiske optegnelser viser at kinesiske astronomer observerede kometen i 240 f.Kr. og muligvis så tidligt som 2467 f.Kr.. Observationer af kometen efter 240 f.Kr. er beskrevet af kinesiske, japanske, babyloniske og islamiske astronomer.

## Nyere historie
Kometen vendte tilbage i 1835, 1910 og 1986.
Genkomsten i 1910 var bemærkelsesværdig af flere grunde. For første gang kunne der tages fotografier af fænomenet. Kometen passerede relativt tæt på Jorden, hvilket gjorde et stort indtryk. Især da jorden passerede igennem kometens hale, som man vidste indeholdt giftige cyanidgasser. Gasserne var dog så tynde at det ingen effekt havde.
Passagen i 1986 var ikke nær så spektakulær som tidligere passager. Kometen var ikke nær så klar og lysforureningen gjorde at mange slet ikke kunne se kometen. Til gengæld har rumforskningen gjort det muligt at studere kometer på nært hold. Der blev sendt flere sonder af sted: Giotto sonden bygget af Den Europæiske Rumorganisation passerede tæt forbi kometen. Andre sonder var Sovjetunionens Vega 1 sonde og Vega 2 sonde og to japanske sonder Suisei og Sakigake.
Halleys næste passage vil ske i 2061.

## Datoer for genkomster
Halleys komet er nærmest solen på følgende datoer. Den er sædvanligvis synlig med det blotte øje i et par måneder omkring klimaks.
| - 240 f.Kr. - 164 f.Kr. - August 87 f.Kr. - Oktober 12 f.Kr. - Januar 66 - Marts 141 - Maj 218 - April 295 | - Februar 374 - Juni 451 - September 530 - Marts 607 - Oktober 684 - Maj 760 - Februar 837 - Juli 912 | - September 989 - Marts 1066 - April 1145 - September 1222 - Oktober 1301 - November 1378 - Juni 1456 - August 1531 | - 27. oktober 1607 - 15. september 1682 - 13. marts 1759 - 16. november 1835 - 20. april 1910 - 9. februar 1986 - 28. juli 2061 - 27. marts 2134 |